# Física moderna

La física clàssica en general es preocupa de les condicions quotidianes: velocitats molt més baixes que la velocitat de la llum, i mida molt més gran que la dels àtoms. La física moderna es refereix en general amb altes velocitats i distàncies petites.

La física moderna és la concepció post-newtoniana de la física. Això implica que les descripcions clàssiques dels fenòmens no tenen, i precisen, uns "moderna" descripció de naturalesa i requereixen teories per incorporar elements de la mecànica quàntica o la  relativitat d'Einstein, o totes dues. En general, el terme s'utilitza per referir-se a qualsevol branca de la física, ja sigui desenvolupada en el segle xx o més endavant, o branques molt influenciades per la física a principis del segle xx.
Les velocitats petites i grans distàncies sol ser l'àmbit de la física clàssica. La física moderna, però, implica sovint condicions extremes: els efectes quàntics impliquen típicament distàncies comparables als àtoms (aproximadament 10−9 m), mentre que els efectes relativistes solen incloure velocitats comparables a la velocitat de la llum (aproximadament 108 m/s). En general, hi ha efectes quàntics i relativistes a totes les escales, encara que aquests efectes poden ser molt petites en la vida quotidiana.

## Informació general
En un sentit literal, el terme física moderna significa la física fins a la data. En aquest sentit, una part significativa de l'anomenada física clàssica és moderna. No obstant això, des d'aproximadament l'any 1890 els nous descobriments han causat canvis de paradigma significatius: l'adveniment de la mecànica quàntica (QM), i de relativitat d'Einstein (ER). La física que incorpora elements de QM o ER (o d'ambdues) es diu que és física moderna. En aquest últim sentit s'utilitza generalment el terme.
La física moderna es troba sovint quan es tracta de condicions extremes. Els efectes de la mecànica quàntica tendeixen a aparèixer quan es tracta de "baixos" (baixes temperatures, petites distàncies), mentre que els efectes relativistes tendeixen a aparèixer quan es tracta d'"alts" (velocitats altes, grans distàncies), el "centre" és comportament clàssic. Per exemple, en analitzar el comportament d'un gas en temperatura ambient, la majoria dels fenòmens implicaran la (clàssica) distribució de Maxwell-Boltzmann. No obstant això, prop de zero absolut, la distribució de Maxwell-Boltzmann no té en compte el comportament observat dels gasos, i la (moderna) ha d'utilitzar en el seu lloc la distribució de Fermi-Dirac o la de Bose-Einstein.

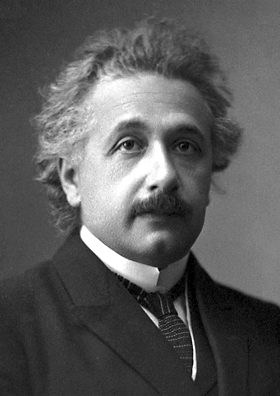
Albert Einstein, fundador de la teoria de la relativitat.
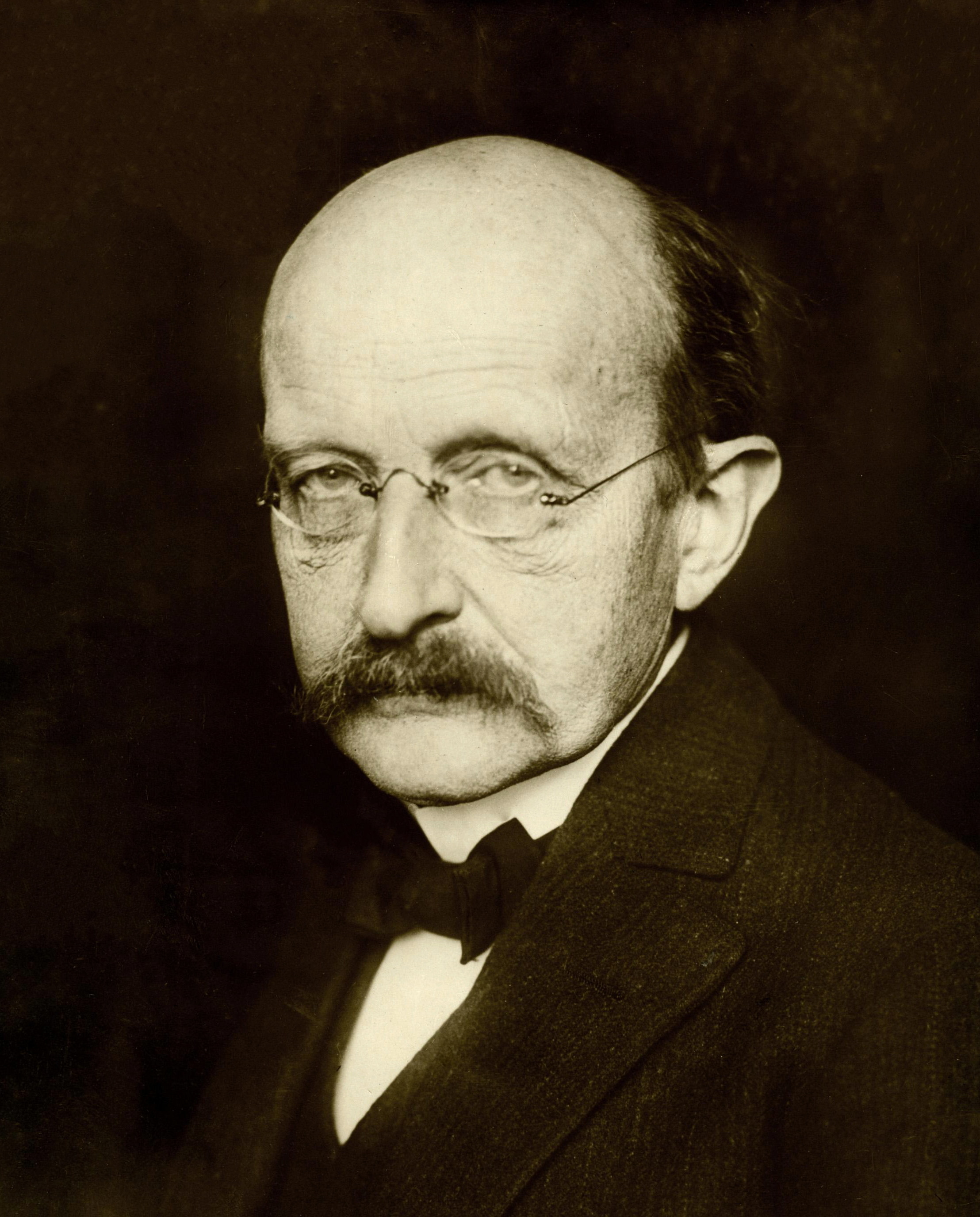
Max Planck, fundador de la mecànica quàntica.

Molt sovint és possible trobar - o "recuperar" - el comportament clàssic en la descripció moderna mitjançant l'anàlisi de la descripció moderna a baixes velocitats i distàncies grans (prenent un límit, o fent una aproximació). En fer-ho, el resultat es diu el límit clàssic.

Física clàssica (Llei de Rayleigh–Jeans, línia negra) no aconsegueix explicar la radiació de cos negre – l'anomenada catàstrofe ultraviolada. La descripció quàntica (Llei de Planck, línies de color) es considera física moderna.

| «                                                                                                | El terme "física moderna", pres literalment, significa, per descomptat, la suma total del coneixement en el cap de la física actual. En aquest sentit, la física de 1890 segueix sent moderna; molt poques declaracions realitzades en un bon text de física de 1890 haurien de ser eliminats avui com a falses ... D'altra banda ... s'han produït enormes avenços en la física, i alguns d'aquests avenços han posat en dubte, o han contradit directament, certes teories que semblaven estar fortament recolzades per evidències experimentals. Per exemple pocs, si de cas algun, dels físics en 1890 van posar en dubte la teoria ondulatòria de la llum. Els seus triomfs sobre la vella teoria corpuscular semblaven complets i definitius, sobretot després dels brillants experiments de Hertz en 1887, el que demostra, sense cap dubte, la solidesa fonamental de teoria electromagnètica de Maxwell de la llum. I no obstant això ... aquests mateixos experiments de Hertz van treure a la llum un nou fenomen: l'efecte fotoelèctric, que va tenir un paper important en l'establiment de la teoria quàntica. L'última teoria ... és diametralment oposada a la teoria ondulatòria de la llum; de fet, la reconciliació d'aquestes dues teories ... va ser un dels grans problemes del primer quart del segle xx. | » |
| — F.K. Richtmyer, E.H. Kennard, T. Lauritsen, Introduction to Modern Physics, 5th edition (1955) | |   |

## Fites
Aquests són generalment considerats els temes qualificats com el "nucli" de la fundació de la física moderna:
- Teoria atòmica i l'evolució del model atòmic, en general,
- Radiació del cos negre
- Experiment de Franck-Hertz
- Experiment de Rutherford
- Lent gravitacional
- Experiment de Michelson-Morley
- Efecte fotoelèctric
- Termodinàmica quàntica
- Fenòmens radioactius, en general,
- Precessió periheli de Mercuri
- Experiment de Stern-Gerlach
- Dualitat ona-partícula
- Física de l'estat sòlid